# Selasphorus
Selasphorus är ett släkte med fåglar i familjen kolibrier. Släktet är det allra nordligaste förekommande kolibrisläktet med numera nio arter från södra Alaska till västra Panama:
- Kalliopekolibri (S. calliope) – placerades tidigare som ensam art i släktet Stellula
- Rostkolibri (S. rufus)
- Kalifornienkolibri (S. sasin)
- Bredstjärtad kolibri (S. platycercus)
- Humlekolibri (S. heloisa) – tidigare i Atthis
- Vinstrupekolibri (S. ellioti) – tidigare i Atthis
- Vulkankolibri (S. flammula)
- Glitterkolibri (S. scintilla)
- Glödhakad kolibri (S. ardens)